# Consiglio di Gestione (RSI-CLNAI)
Il Consiglio di Gestione, anche noto con l'acronimo CdG, è stato un organo aziendale istituito dalla Repubblica Sociale Italiana, mediante l'apposita legge quadro sulla socializzazione delle imprese nell'ambito della socializzazione dell'economia, e successivamente ratificato dal Comitato di Liberazione Nazionale Alta Italia.

## Storia

### Nella RSI: il Decreto sullasocializzazione delle imprese
Nel decreto legislativo 12 febbraio 1944 n. 375 della RSI, contenente norme per la socializzazione delle grandi imprese, venne istituito il nuovo organismo aziendale denominato "Consiglio di Gestione", paritariamente formato da rappresentanti dei lavoratori e della proprietà. Detti organismi, che comprendevano dirigenti e tecnici aziendali, unitamente a sindacalisti corporativi della CGLTA (Confederazione Generale del Lavoro, della Tecnica e delle Arti), assunsero immediatamente un ruolo vitale nella gestione e programmazione produttiva delle grandi e medie aziende.

### Nell'Italia occupata: la nuova organizzazione e il declino
La legislazione sociale fascista venne cancellata, il 17 aprile 1945, dal CLNAI (Comitato di Liberazione Nazionale Alta Italia) che, tuttavia, mantenne in essere i CdG, affidando la loro composizione ai locali CLNA (Comitati di Liberazione Nazionale Aziendale), affinché provvedessero all'epurazione dei membri politicamente coinvolti con la RSI e alla loro sostituzione con uomini appartenenti alle forze politiche che componevano il CLNAI. Tale decisione, che si rendeva necessaria al fine di consentire il regolare funzionamento degli opifici, era assai ben vista dalla componente di sinistra del CLNAI, PSIUP e PCI, in previsione della possibile vittoria elettorale e del conseguente regime di economia pianificata delle imprese, sul modello sovietico. Il 25 aprile 1945 il CLNAI emanò un nuovo decreto sui Consigli di Gestione, che introduceva nelle aziende un sistema di cogestione di tipo dualistico, che prevedeva l'esistenza nell'azienda di un Consiglio di Amministrazione affiancato da un Consiglio di Gestione, che aveva il potere di nominare anche alcuni rappresentanti nel CdA.Il Decreto CLNAI sui Consigli di Gestione del 25 aprile 1945 venne sospeso dall'Autorità Alleata pochi giorni dopo per poi essere soppresso nel 1946 con Decreto Luogotenenziale, che abolì sia il Decreto RSI del 12/2/1944 sulla socializzazione delle imprese, sia il Decreto CLNAI del 25/4/1945 sui Consigli di Gestione.
Dopo l'esito del referendum e l'elezione dell'Assemblea Costituente, le normative provvisorie emanate dal CLNAI persero efficacia e con loro l'istituzione dei CdG. Un tentativo per il mantenimento dei CDG fu attuato, nel dicembre 1946, dal ministro dell'Industria Rodolfo Morandi, il quale presentò un disegno di legge per disciplinarli, che non fu approvato e sfociò nel generico riconoscimento del diritto dei lavoratori a "collaborare alla gestione dell'impresa", sancito dall'articolo 46 della Costituzione Italiana.
Pur in assenza di una precisa legislazione che li contempli, i CdG nati nel 1945 continuano a operare e altri se ne formano, tra il 1946 e 1947, in molte grandi imprese sulla base di accordi aziendali, favoriti dal periodo di incertezza politica di quegli anni. In seguito alle elezioni politiche del 1948, che videro prevalere la Democrazia Cristiana sul Fronte Democratico Popolare e la conseguente divisione del sindacato unitario, i CdG esistenti persero gradatamente la loro funzione consultiva e propositiva, assumendo sempre più il ruolo di organismi rivendicativi nei confronti dell'impresa. Di pari passo con il graduale consolidamento democratico liberal-borghese della società italiana, nel giro di pochi anni i CdG furono esautorati ed estromessi dalle aziende, per decisione unilaterale delle imprese.

## Atti normativi dopo la RSI circa i Consigli di Gestione

### Decreto CLNAI del 25 aprile 1945
Testo del Decreto C.L.N.A.I. del 25 aprile 1945 sui Consigli di Gestione:
“1. In ogni impresa industriale e commerciale che abbia almeno 100-200 dipendenti ed un capitale da 3 a 5 milioni, deve essere costituito un Consiglio di Gestione.
2. Il Consiglio di Gestione è un organo paritetico tra datori di lavoro e prestatori d'opera, composto di un numero di membri proporzionato all'entità dell'azienda, o stabilito in via consensuale, da un numero di tre membri per ciascuna delle due parti. Per ogni 200-250 dipendenti o frazione, sarà nominato un altro rappresentante, fino ad un massimo di 7 membri per parte. Il Presidente del Consiglio di Gestione è nominato dal Consiglio di Amministrazione o dal proprietario, e deve essere accettato dal Consiglio di Gestione. Il Presidente (che non è membro del Consiglio) è il responsabile della produzione. I rappresentanti dei prestatori d'opera sono liberamente nominati dai lavoratori dell'impresa.
3. Il Consiglio di Amministrazione nelle Società per Azioni, e il proprietario dell'impresa negli altri casi, conservano le loro attuali prerogative. Alle sedute del Consiglio di Amministrazione ha diritto di intervenire una rappresentanza del Consiglio di Gestione, formata da un minimo di due persone e da un massimo di quattro. La rappresentanza del Consiglio di Gestione ha gli stessi diritti del Consiglio di Amministrazione su tutte le questioni di competenza di quest'ultimo, ma non ha diritto al voto. Le decisioni del Consiglio di Amministrazione, o del proprietario, quando non interessino i problemi di ordinaria amministrazione, dovranno essere sottoposti alla approvazione del Consiglio di Gestione per divenire esecutive.
4. Nel caso in cui l'impresa sia composta da più stabilimenti, per ogni stabilimento con più di 100-200 lavoratori deve essere costituito un Consiglio di Gestione che delibera sulle questioni di competenza della Direzione dello stabilimento. In questo caso, al Consiglio di Amministrazione possono essere delegati come osservatori membri dei Consigli di Gestione dei vari stabilimenti.
5. Il Consiglio di Gestione delibera su tutti i provvedimenti che interessano gli orientamenti e gli sviluppi delle capacità produttive dell'azienda. Esso ha diritto di controllo sull'inventario delle materie prime e sulla loro ripartizione, sui costi di produzione, sui prezzi di vendita, sulla occupazione delle maestranze e su tutte le altre questioni di competenza del responsabile della produzione. Studia, inoltre, i mezzi atti ad accrescere la produzione e il rendimento dell'impresa e li propone alla direzione. Ha diritto di conoscere gli utili realizzati nell'azienda e di fare proposte per il loro impiego; ha diritto di conoscere i dati del bilancio [...];
6. Il Consiglio di Gestione decide sulla destinazione dei fondi devoluti alle opere sociali ed assistenziali, indipendentemente dall'origine e dalla provenienza dei detti fondi.
7. Le decisioni del Consiglio di Gestione sono prese a maggioranza di voti: a parità di voti prevale l'opinione del presidente. Le decisioni del Consiglio di Gestione che interessano il Consiglio di Amministrazione sono sottoposte a quest'ultimo.
8. Il Consiglio di Gestione resta in carica un anno ed i suoi membri sono rieleggibili.
9. Il voto del Consiglio di Gestione ed il parere dei rappresentanti del Consiglio di Gestione nel Consiglio di Amministrazione, possono essere resi pubblici, salvo il dovere di conservare il segreto commerciale a norma del Codice del commercio.
10. È istituito un organo di appello (regionale e nazionale) al quale si rivolgono le parti, in caso di divergenza tra i rappresentanti dei lavoratori: come pure nei casi di divergenza fra il Consiglio di Gestione e il Consiglio di Amministrazione, sulla nomina del responsabile della produzione e sulla ripartizione degli utili.”

### La mozione sui consigli di gestione e sulla partecipazione dei lavoratori alla gestione e alla proprietà delle aziende approvata dalla direzione centrale della democrazia cristiana nell'ottobre 1945
Questo è il testo ufficiale della mozione approvato dalla Direzione Centrale della D.C. nel 1945 su posizioni apertamente anticapitaliste:
«La commissione nominata dalla Direzione centrale della Democrazia cristiana per lo studio dei problemi della partecipazione dei lavoratori alla vita delle imprese industriali [...] sostiene che, per aumentare l’efficienza produttiva, accrescere il rispetto della giustizia sociale e facilitare la rapida ricostruzione del paese, è necessario conseguire un’effettiva collaborazione tra i vari fattori della produzione anche mediante la compartecipazione dei lavoratori all’amministrazione, alla conduzione, alla proprietà e quindi ai redditi delle imprese senza pregiudizio dell’unità di direzione; propone 1 - che con accordi tra le parti si promuova: a) l’ammissione dei singoli membri o anche dell’intera comunità aziendale dei lavoratori nella comproprietà dell’impresa; b) l’assegnazione pro rata di congrua parte del reddito annuale dell’impresa alla comunità aziendale e a quella nazionale dei lavoratori; 2 - e che con immediati provvedimenti legislativi si prescriva: a) l’immissione nei consigli d’amministrazione delle imprese a forma sociale di un adeguato numero di rappresentanti delle diverse categorie dei lavoratori democraticamente eletti per ciascuna categoria (dirigenti, impiegati, operai); b) la costituzione in ogni stabilimento o unità produttiva di consigli di gestione o di produzione, che più propriamente dovrebbero essere denominati consigli di efficienza; afferma che questi ultimi consigli: a) debbano essere consultati obbligatoriamente dalla direzione per la predisposizione o per la modifica dei piani di lavorazione e di organizzazione, e abbiano la facoltà di controllo delle decisioni prese in detta materia; b) nelle imprese a forma individuale siano organi per la collaborazione con l’imprenditore sia sul piano produttivo che in quello amministrativo; c) siano composti da rappresentanti di ciascuna categoria (dirigenti, impiegati, operai), da eleggersi democraticamente una volta all’anno in riunioni periodiche della categoria stessa; d) operino come organi collegiali in riunioni periodiche oppure su richiesta della direzione dello stabilimento e dell'amministrazione dell’impresa».